# Asterix e l'indovino
Asterix e l'indovino (Le Devin) è la diciannovesima storia a fumetti della serie Asterix, creata dal duo francese René Goscinny (sceneggiatura) e Albert Uderzo (disegni). La sua prima pubblicazione in volume in lingua originale risale al 1973.

## Trama
Approfittando dell'assenza del saggio druido Panoramix, in viaggio per partecipare all'annuale convegno nella foresta dei Carnuti, nei pressi del villaggio si installa Prolix, un indovino ciarlatano e imbroglione, che riesce facilmente a circuire gli ingenui abitanti ottenendo la loro incondizionata fiducia. L'unico a dubitare di lui è lo scettico Asterix, i cui appelli alla razionalità non vengono però ascoltati dai suoi compagni che iniziano a credere a tutto ciò che il truffatore dice loro.
Quando, poi, i romani del campo di Babaorum arrestano l'indovino, questi per salvarsi promette loro di scacciare gli irriducibili Galli; tornato al villaggio profetizza quindi che la collera degli Dei sta per abbattersi sullo stesso, con miasmi pestilenziali che renderanno l'aria irrespirabile. Abraracourcix e i suoi, terrorizzati, abbandonano le loro case e si rifugiano su un'isola antistante la costa; nel villaggio restano solo Asterix e Obelix (quest'ultimo convinto a rimanere da Idefix).
Mentre riflettono sul da farsi i due si imbattono in Panoramix provvidenzialmente ritornato: con l'aiuto del druido Asterix e Obelix riescono a smascherare tutti gli inganni e a guidare i loro compagni (e le loro compagne) alla riscossa contro l'indovino e i Romani, che andranno incontro ad una inevitabile razione di botte. Il centurione di Babaorum verrà degradato e costretto a ramazzare l'accampamento di Babaorum, distrutto nella battaglia.

## Personaggi principali
- Asterix: come al solito si dimostra ben più assennato e razionale dei suoi compagni, rifiutandosi di dare credito all'indovino ma non riuscendo a persuaderli delle intenzioni truffaldine di questi. Nel finale è comunque lui, con la complicità di Panoramix, a risolvere la situazione: paradossalmente questo fa sì che alcuni degli abitanti del villaggio inizino a considerare lui stesso un indovino, dimostrando di non aver affatto imparato dall'esperienza.
- Obelix: inizialmente, unico insieme ad Asterix, prende in antipatia l'indovino a causa della sua pretesa di leggere gli aruspicina nelle interiora di Idefix. Successivamente il ciarlatano riesce però a circuirlo con una predizione amorosa; rimane però a fianco di Asterix quando i compagni abbandonano il villaggio, convinto a restare proprio da Idefix.
- L'indovino[3]: il suo vero nome è Prolix[2][4] ma viene chiamato da tutti con il solo appellativo; è un truffatore alto e tenebroso d'aspetto, reso ancora più inquietante da una pelle di lupo che porta a mo' di mantello. Come tutti i moderni ciarlatani ha facile gioco nel circuire la gente dicendo loro proprio ciò che desiderano sentire; riesce in questo modo -e con un po' di fortuna- a carpire la fiducia sia dei Galli che dei Romani, senza ovviamente prevedere di andare incontro a una disfatta nel finale.
- Caius Fapallidaugustus (Caius Faipalgugus): ambizioso centurione dell'accampamento di Babaorum, ha l'ordine di arrestare tutti gli indovini gallici (come suggerito a Cesare dagli auguri) ma viene circuito da Prolix che gli prevede una fulminante carriera. Accetta il suo aiuto per impadronirsi del villaggio, ma sarà ovviamente sconfitto nel finale come tutti i suoi, e degradato da un inviato di Cesare.

## Riferimenti storici

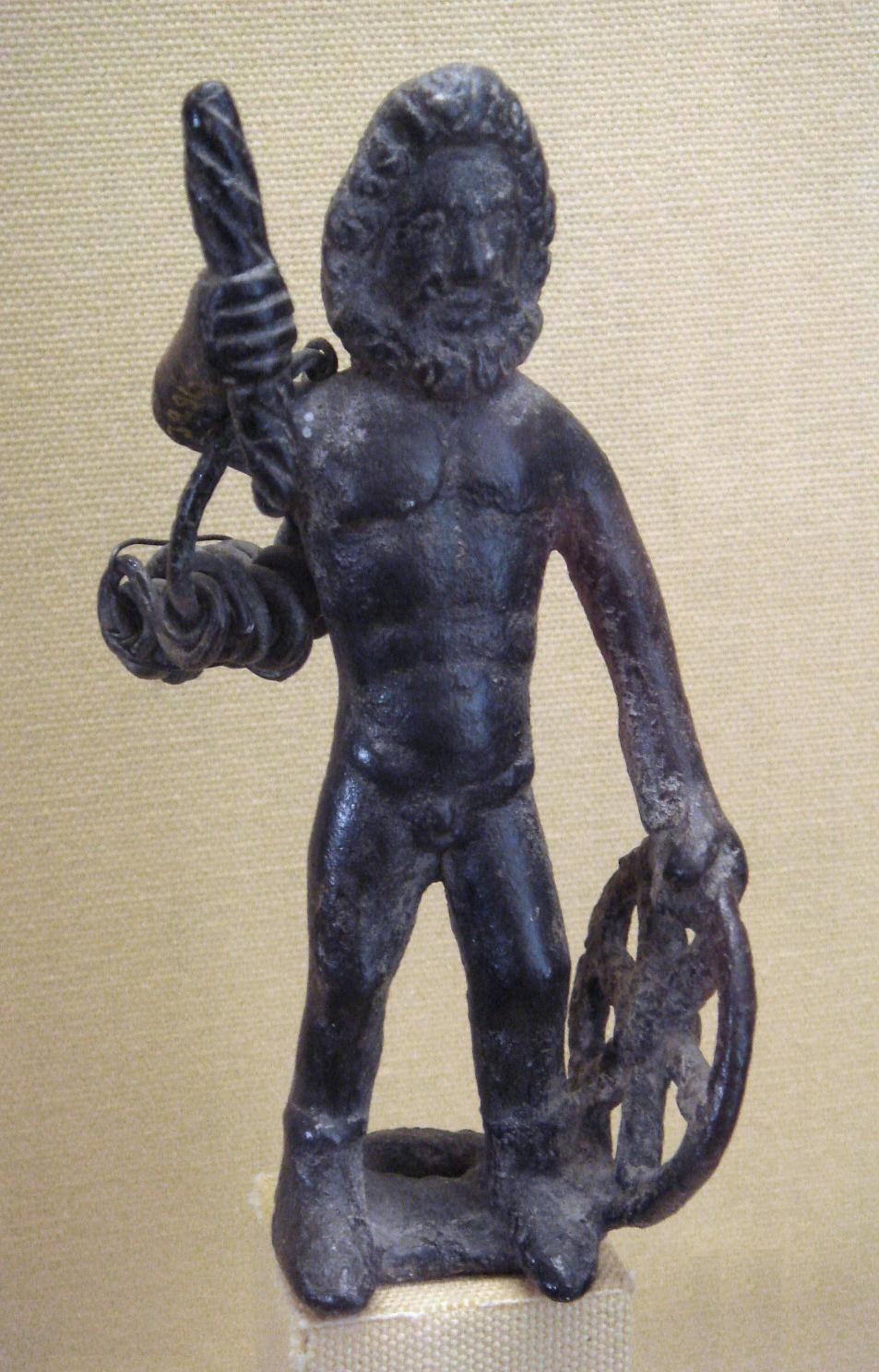
Statua in bronzo del dio celtico del tuono Taranis

Anche in questa storia vengono trattati fatti e avvenimenti storici come la superstizione e la credulità delle persone di fronte ad essa riferendosi ai popoli antichi ma parodiando comportamenti moderni. Nella tav. 5 compaiono metodi divinatori antichi come oracoli, aruspicina, aeromanzia, auspicia e, inoltre, i voli di fantasia di alcuni profeti nelle ultime due vignette mostrano edifici moderni come la casa di campagna di Uderzo e alcuni palazzi del quartiere La Défense a Parigi; vengono nominate varie divinità celtiche appartenenti al pantheon della mitologia gallica: Taranis, dio dei tuoni e delle tempeste; Toutatis, dio della guerra e della ricchezza e secondo Asterix nume tutelare del villaggio (e infatti frequentemente invocato dai protagonisti in quasi tutti gli albi nella famosa esclamazione "Per Toutatis!"); Sucellus; Belenos, dio del sole e della guarigione, Esus ed Epona. In una didascalia viene nominata anche Sequana, dea della Senna; il testo - che ironicamente considera come gli dei gallici siano tanto numerosi che bisognerebbe numerarli per distinguerli - afferma che il numero che le è stato assegnato è il 75, in riferimento allo storico dipartimento francese. Nella tav. 3 Abraracourcix, nel riferirsi al temporale che si abbatte sul villaggio, nomina anche una immaginaria "Amora", dicendo (nella versione originale) come sia la dea della senape (moutarde), "montata al naso degli altri dei" facendoli arrabbiare: questo è un riferimento alla marca francese di condimenti Amora. Un riferimento artistico si ha nella tav. 7 dove l'indovino disseziona un pesce per leggerne le interiora, richiama il noto dipinto di Rembrandt Lezione di anatomia del dottor Tulp.

## Storia editoriale

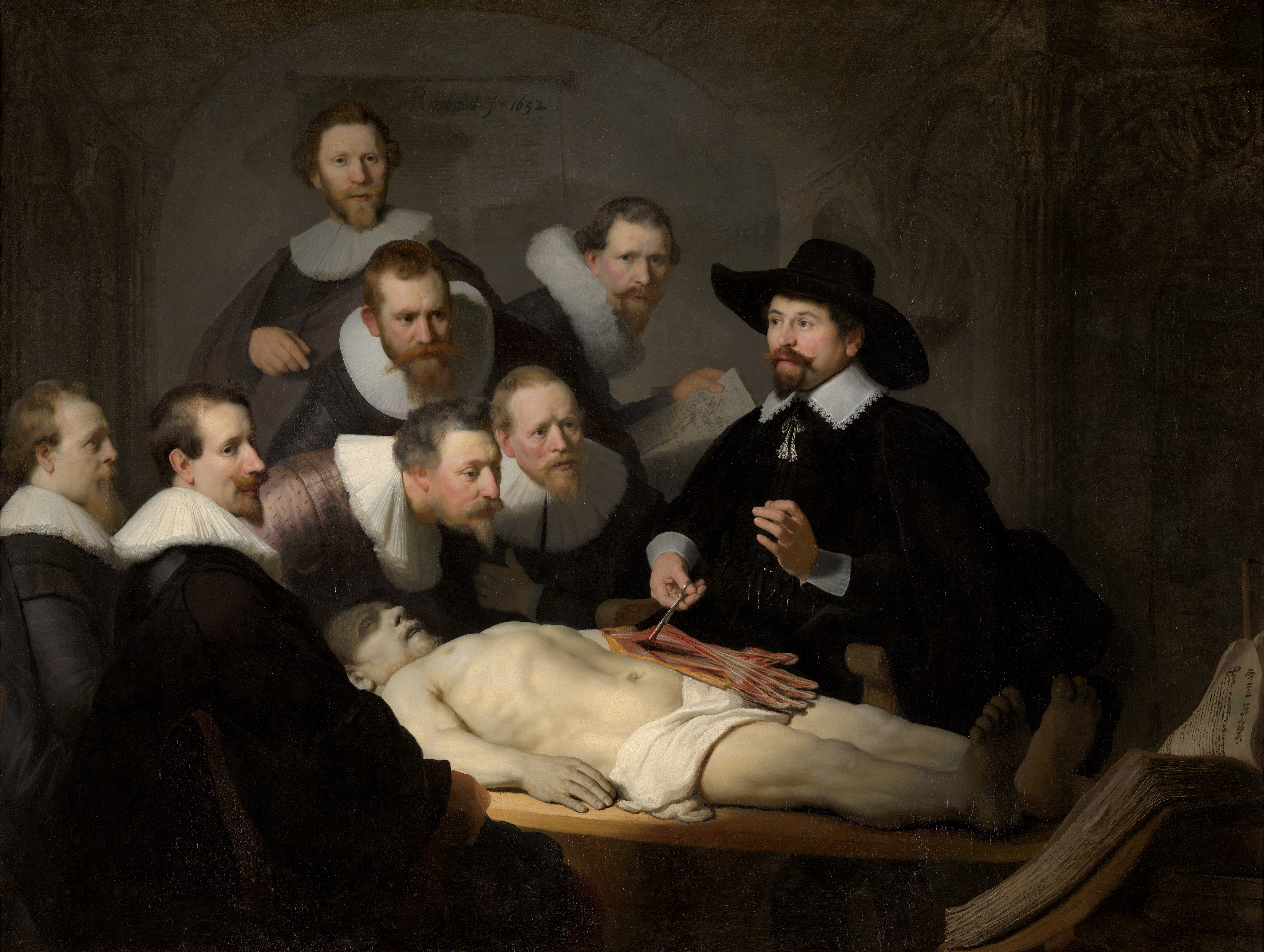
Lezione di anatomia del dottor Tulp, il quadro di Rembrandt parodiato nell'albo

In Francia la storia fu serializzata inizialmente all'interno della rivista Pilote, in cui apparve a puntate dal numero 652 (4 maggio 1972) al numero 673 (28 settembre 1972); in seguito è stata pubblicata in albo cartonato nel 1973 dall'editore Dargaud. Attualmente l'albo viene ristampato dalla casa editrice Hachette Livre, che nel dicembre 2008 acquisì da Uderzo e da Anna Goscinny (figlia dello scomparso René) tutti i diritti sulle pubblicazioni di Asterix.

### Edizioni estere

#### Italia
In Italia l'albo è edito, come gli altri della serie, da Mondadori; la prima edizione italiana risale al novembre 1973 per la traduzione di Luciana Marconcini. La storia è stata anche pubblicata a puntate all'interno della rivista Il Mago, edita sempre da Mondadori, in cui apparve dal numero 13 al numero 16, anch'essi datati 1973. È l'unica storia di Asterix ad essere stata pubblicata su tale rivista mondadoriana, insieme alla precedente Asterix e gli allori di Cesare. La Mondadori ha ristampato l'albo più volte nel corso degli anni; l'ultima edizione, condotta su quella francese di Hachette Livre, è della fine del 2011 e rispetto alle precedenti presenta, pur mantenendo invariata la traduzione, una copertina diversa, un nuovo lettering e una colorazione rinnovata; è inoltre caratterizzata dall'avere la sagoma di Asterix stampata in rosso sulla costa.
La storia è stata pubblicata a puntate anche all'interno della rivista Il Giornalino (Edizioni San Paolo), nella quale fece la sua prima apparizione nel 1978 venendovi poi ristampata periodicamente. Tale edizione è basata su quella Mondadori e presenta la stessa traduzione di Luciana Marconcini.

## In altre lingue
Il titolo originale dell'albo, Le Devin, è stato tradotto 
come segue in alcune delle principali lingue in cui il fumetto è edito; vengono inoltre indicate la casa editrice e l'anno di prima pubblicazione:
- catalano: L'Endevi - Salvat editores,  Spagna
- danese: Profeten - Egmont Serieforlaget A/S,  Danimarca, 1976
- finlandese: Asterix ja ennustaja - Egmont Kustanus Oy,  Finlandia, 1975
- greco: Ο μάντης - Anglo Hellenic Agency,  Grecia, 1978
- inglese: Asterix and the Soothsayer - Orion,  Regno Unito, 1975
- olandese: De ziener - Hachette Livre,  Paesi Bassi, 1974
- polacco: Wróżbita - Egmont Poland Ltd,  Polonia, 1994
- portoghese: O Adivinho - Edições ASA,  Portogallo, 1973
- spagnolo: El Adivino - Salvat editores,  Spagna, 1973
- svedese: Asterix och spåmannen - Egmont Kärnan AB,  Svezia, 1976
- tedesco: Der Seher - Egmont Ehapa Verlag,  Germania, 1975

## Citazioni
La storia di Zagor Il profeta, scritta da Tiziano Sclavi nel 1984, è palesemente ispirata a questo episodio di Asterix.

## Altri media
Gran parte della trama di questo albo, nonché i personaggi dell'indovino, dell'ambizioso centurione romano e del suo incredulo optio sono stati trasposti al cinema nel lungometraggio d'animazione Asterix e la grande guerra (Astérix et le Coup du menhir) del 1989. Il cartone animato include però anche elementi tratti dalla storia Asterix e il duello dei capi (in particolare la pazzia di Panoramix conseguente un colpo di menhir ricevuto in testa).